# Arctostaphylos pajaroensis
Arctostaphylos pajaroensis là một loài thực vật có hoa trong họ Thạch nam. Loài này được J.E.Adams mô tả khoa học đầu tiên năm 1940.